# 富田渡船

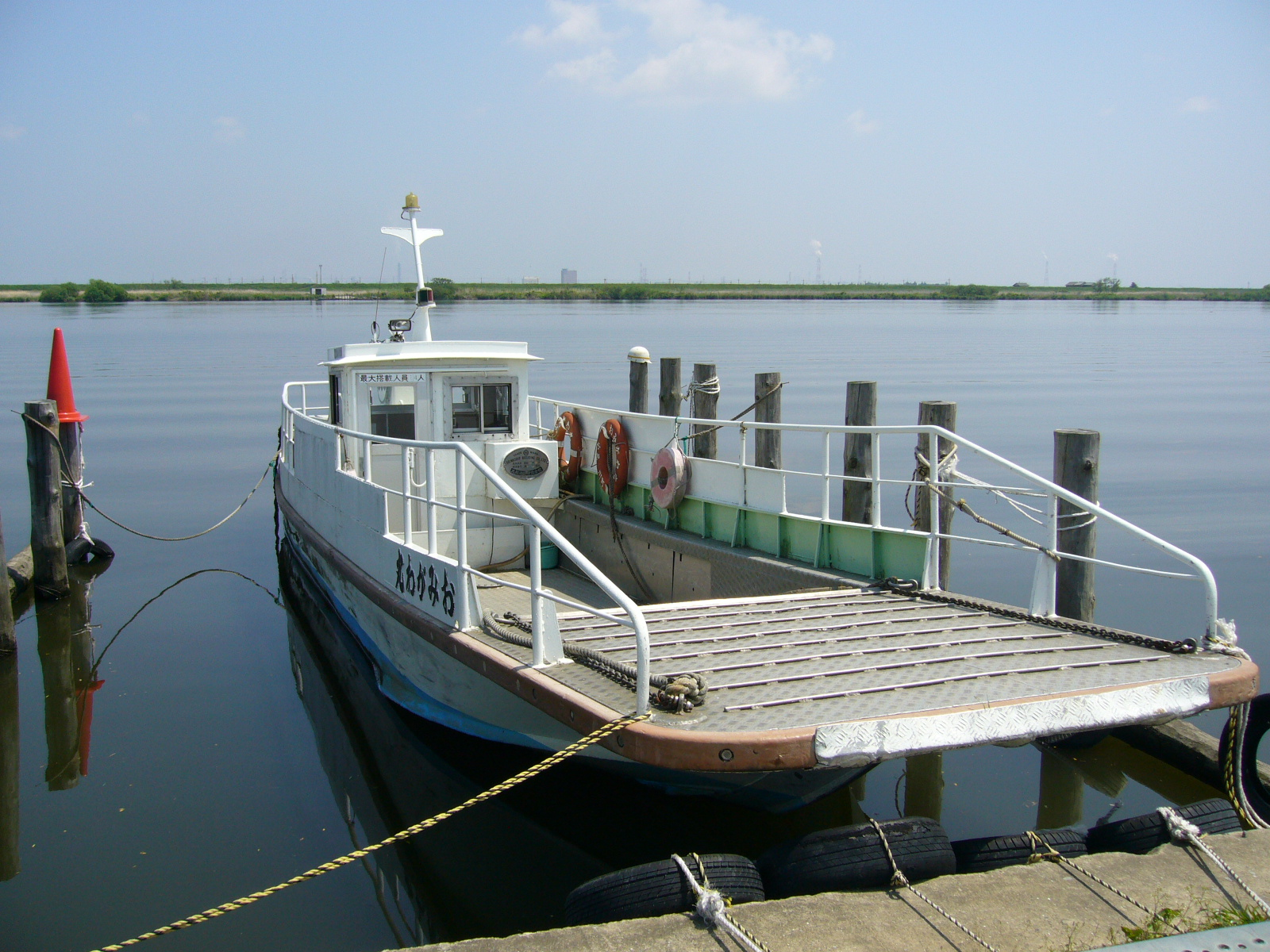
富田渡船・おみがわ丸

富田渡船（とみたとせん）は、千葉県香取市の富田と富田新田の利根川対岸同士を結んでいた渡船である。

## 概要
小見川北地区の利根川北岸地区と利根川南岸地区を結ぶ渡船。小見川北小学校利北分校から本校通学になった際や、小見川中学校に通うため、また地元の人々が対岸に渡るために利用していた。
- 運賃：大人80円、自転車100円、バイク120円
- 運航時間：（平成19年の場合）7:15 - 8:30は連続運航、10:00・11:00・12:00・14:00・15:00・16:00・17:00（1回ずつ）、17:30（3月 - 10月まで運航）
- 運航船舶：おみがわ丸（最大搭載人員 14人）
- 運航：北地区渡船組合

かつては高校生などの利用もあったが、2008年時点で小学生の朝夕の登下校の時間のみの運航となり、休校日は運休となっていた
。
85年間にわたって運行を続け、千葉県内の利根川流域で最後に残された渡船となっていたが、2013年3月、利用者数の減少や船の老朽化などの理由により、廃止となった。